# DCLXVI: To Ride, Shoot Straight and Speak the Truth
DCLXVI: To Ride, Shoot Straight and Speak the Truth – czwarty album studyjny szwedzkiego zespołu deathmetalowego Entombed, wydany w 1997 roku przez wytwórnię Threeman Recordings. DCLXVI w rzymskim systemie liczbowym oznacza liczbę 666.
Album znalazł się na drugim miejscu listy najlepszych albumów roku 1997, przygotowanej przez magazyn Metal Hammer.

## Twórcy
- Lars-Göran Petrov - śpiew
- Jörgen Sandström - gitara basowa
- Nicke Andersson - perkusja
- Monster Cederlund - gitara
- Alex Hellid - gitara
- Anders Lindström - "air guitar"

## Lista utworów
1. „To Ride, Shoot Straight and Speak the Truth” – 3:11
2. „Like This with the Devil” – 2:12
3. „Lights Out” – 3:36
4. „Wound” – 2:44
5. „They” – 4:06
6. „Somewhat Peculiar” – 3:20
7. „DCLXVI” – 1:44
8. „Parasight” – 2:50
9. „Damn Deal Done” – 3:25
10. „Put Me Out” – 2:25
11. „Just as Sad” – 1:52
12. „Boats” – 3:07
13. „Uffe's Horrorshow” – 1:19
14. „Wreckage” – 4:01

Limitowany edycja digipak zawierała również dodatkową płytę zatytułowaną Family Favourites, która zawierała cztery dodatkowe utwory - covery:
1. „Kick out the Jams” – 2:49 (MC5)
2. „21st Century Schizoid Man” – 3:19 (King Crimson)
3. „Bursting Out” – 3:43 (Venom)
4. „Under the Sun” – 5:45 (Black Sabbath)